# روزهای آینده گذشت
 «روزهای آینده گذشت» (به انگلیسی: Days of Future Passed) آلبومی از گروه موسیقی راک بریتانیایی، مودی بلوز است که در سال ۱۹۶۷ میلادی منتشر شد.
منتقدان از این آلبوم به عنوان یکی از سرآغازهای موسیقی پراگرسیو راک یاد کرده‌اند.